# El Lindero, Puebla
El Lindero är en ort i Mexiko.   Den ligger i kommunen Venustiano Carranza och delstaten Puebla, i den sydöstra delen av landet, 200 km nordost om huvudstaden Mexico City. El Lindero ligger 85 meter över havet och antalet invånare är 109.
Terrängen runt El Lindero är kuperad åt nordväst, men åt sydost är den platt. Runt El Lindero är det ganska tätbefolkat, med 166 invånare per kvadratkilometer. Närmaste större samhälle är Poza Rica de Hidalgo, 10,2 km öster om El Lindero. Omgivningarna runt El Lindero är en mosaik av jordbruksmark och naturlig växtlighet.